# Campionati mondiali di biathlon estivo 2008
I campionati mondiali di biathlon estivo 2008 sono stati disputati nella valle Moriana, in Francia, dal 22 al 28 settembre 2008.

## Risultati

### Uomini

#### Sprint
| Pos. | Atleta                   | Nazione     | Tempo   |
| ---- | ------------------------ | ----------- | ------- |
| 1    | Simon Fourcade           | Francia     | 23:58.9 |
| 2    | Vincent Defrasne         | Francia     | +47.0   |
| 3    | Kirill Schtscherbakow    | Russia      | +1:29.5 |
| 4    | Tanguy Roche             | Francia     | +1:30.8 |
| 5    | Jean-Philippe Le Guellec | Canada      | +1:40.5 |
| 6    | Vincent Porret           | Francia     | +1:52.6 |
| 7    | Claudio Böckli           | Svizzera    | +2:12.5 |
| 8    | Marc-André Bédard        | Canada      | +2:37.2 |
| 9    | Matthias Simmen          | Svizzera    | +2:38.9 |
| 10   | Sergej Daschkewitsch     | Bielorussia | +2:42.9 |

Data: 26 settembre

Ore: 11.00 (UTC+0)

#### Inseguimento
| Pos. | Atleta                | Nazione  | Tempo    |
| ---- | --------------------- | -------- | -------- |
| 1    | Simon Fourcade        | Francia  | 32:11.14 |
| 2    | Vincent Defrasne      | Francia  | +1:40.1  |
| 3    | Matthias Simmen       | Svizzera | +6:41.4  |
| 4    | Tanguy Roche          | Francia  | +7:04.0  |
| 5    | Kirill Schtscherbakow | Russia   | +7:20.9  |
| 6    | Indrek Tobreluts      | Estonia  | +7:21.0  |
| 7    | Janez Marič           | Slovenia | +7:31.4  |
| 8    | Loïs Habert           | Francia  | +7:35.7  |
| 9    | Ivan Joller           | Svizzera | +7:37.3  |
| 10   | Markus Windisch       | Italia   | +7:49.8  |

Data: 27 settembre

Ore: 12.00 (UTC+0)

### Donne

#### Sprint
| Pos. | Atleta                | Nazione  | Tempo   |
| ---- | --------------------- | -------- | ------- |
| 1    | Teja Gregorin         | Slovenia | 24:27.8 |
| 2    | Marie-Laure Brunet    | Francia  | +26.3   |
| 3    | Maria Kossinowa       | Russia   | +44.4   |
| 4    | Natalja Levtschenkowa | Moldavia | +55.4   |
| 5    | Jana Romanova         | Russia   | +1:16.9 |
| 6    | Michela Ponza         | Italia   | +1:25.0 |
| 7    | Pauline Macabies      | Francia  | +1:27.5 |
| 8    | Nadeschda Tschastina  | Russia   | +1:34.2 |
| 9    | Jekaterina Jurlowa    | Russia   | +1:42.6 |
| 10   | Katja Haller          | Italia   | +1:47.4 |

Data: 26 settembre

Ore: 09.05 (UTC+0)

#### Inseguimento
| Pos. | Atleta                | Nazione  | Tempo    |
| ---- | --------------------- | -------- | -------- |
| 1    | Teja Gregorin         | Slovenia | 34:40.92 |
| 2    | Marie-Laure Brunet    | Francia  | +24.0    |
| 3    | Natalja Lewtschenkowa | Moldavia | +49.0    |
| 4    | Nadeschda Tschastina  | Russia   | +1:05.6  |
| 5    | Maria Kossinowa       | Russia   | +1:49.4  |
| 6    | Pauline Macabies      | Francia  | +2:04.6  |
| 7    | Katja Haller          | Italia   | +2:05.9  |
| 8    | Jekaterina Jurlowa    | Russia   | +2:38.2  |
| 9    | Jana Romanova         | Russia   | +2:45.7  |
| 10   | Michela Ponza         | Italia   | +3:08.3  |

Data: 27 settembre

Ore: 09.05 (UTC+0)

### Misto

#### Staffetta
| Pos. | Atleta      | Nazione                                                                      | Tempo      |
| ---- | ----------- | ---------------------------------------------------------------------------- | ---------- |
| 1    | Francia     | Marie-Laure Brunet Sandrine Bailly Vincent Defrasne Simon Fourcade           | 1:23:30.43 |
| 2    | Slovenia    | Teja Gregorin Andreja Mali Janez Marič Vasja Rupnik                          | +1:51.4    |
| 3    | Italia      | Michela Ponza Katja Haller Christian Martinelli Markus Windisch              | +5:27.2    |
| 4    | Russia      | Maria Kossinowa Nadeschda Tschastina Kirill Schtscherbakow Michail Kotschkin | +5:47.8    |
| 5    | Bielorussia | Irina Babetskaja Maria Kasluskaja Jewgenij Schulew Sergej Daschkewitsch      | +6:09.8    |
| 6    | Moldavia    | Natalja Lewtschenkowa Alexandra Camenscic Sergej Balan Victor Pinzaru        | +13:26.6   |

Data: 28 febbraio

Ore: 09.15 (UTC+0)

## Medagliere
| Posiz. | Nazione  | Oro | Argento | Bronzo | Totale |
| ------ | -------- | --- | ------- | ------ | ------ |
| 1      | Francia  | 3   | 4       | 0      | 7      |
| 2      | Slovenia | 2   | 1       | 0      | 3      |
| 3      | Russia   | 0   | 0       | 2      | 2      |
| 4      | Svizzera | 0   | 0       | 1      | 1      |
| 4      | Moldavia | 0   | 0       | 1      | 1      |
| 4      | Italia   | 0   | 0       | 1      | 1      |